# Charles Gounod
Charles François Gounod (Parigi, 17 giugno 1818 – Saint-Cloud, 18 ottobre 1893) è stato un compositore francese.

## Biografia
Fu il secondogenito di François Louis Gounod, pittore, e di Victoire Lemachois, pianista e figlia di un famoso avvocato del Parlamento di Normandia. Il primogenito, Louis-Urbain, era nato nel 1807. Nel 1823, quando Charles aveva cinque anni, la famiglia venne a trovarsi in seri problemi finanziari derivanti dalla morte del padre François, e Victoire si vide costretta a dare lezioni di pianoforte per poter crescere i figli.
Nel 1829 Charles Gounod entrò al lycée Saint-Louis, terminandolo poi nel 1835, iniziando nel frattempo gli studi musicali con Antonín Reicha, coetaneo nonché amico di Beethoven, proseguendoli poi al Conservatorio di Parigi sotto la guida dei maestri Halévy, Paer e Lesueur.
Nel gennaio del 1831 si recò, quasi per caso, con la madre ad una rappresentazione dell'Otello di Rossini; nel 1832 fu la volta del Don Giovanni di Mozart. I due avvenimenti convinsero il giovane Gounod a diventare un compositore.
Nel 1839 si recò a Roma a Villa Medici in seguito alla vittoria del Prix de Rome. Durante il suo soggiorno a Roma, Gounod conobbe Fanny Mendelssohn; tale conoscenza fu per lui una risorsa inestimabile che gli permise di conoscere molte delle opere tastieristiche di Bach e Beethoven. Vi rimase dal 1840 al 1843, per poi spostarsi a Vienna, dove diresse il proprio Requiem, e a Lipsia, dove ebbe modo di conoscere Felix Mendelssohn, fratello di Fanny.
Rientrato in Francia, fu colto da una forte crisi interiore, per la quale trasse conforto dalla decisione di assecondare la sua vocazione sacerdotale, vita che non riuscì mai a decidere di intraprendere. E fu proprio tale profonda devozione a portarlo a scrivere moltissime opere sacre fino alla morte, tra cui la celebre Ave Maria, nata inizialmente come parafrasi per violino e pianoforte sul primo preludio del Clavicembalo ben temperato di Bach, successivamente rielaborata per coro omofono e orchestra e, tuttavia, non destinata ad esecuzioni liturgiche.
Morì a Saint-Cloud nel 1893, dopo un'ultima revisione delle sue dodici Opere; il suo corpo venne inumato nel Cimitero d'Auteuil.
Negli anni sessanta del secolo scorso la sua Marcia funebre per una marionetta (1873) è stata usata come tema musicale per le serie televisive Alfred Hitchcock Presents e The Alfred Hithcock Hour.
Nel 1979, il Sanctus tratto dalla Missa ad Honorem Sanctae Ceciliae viene inserito nella scena finale del film Nosferatu, il principe della notte di Werner Herzog.

## Composizioni

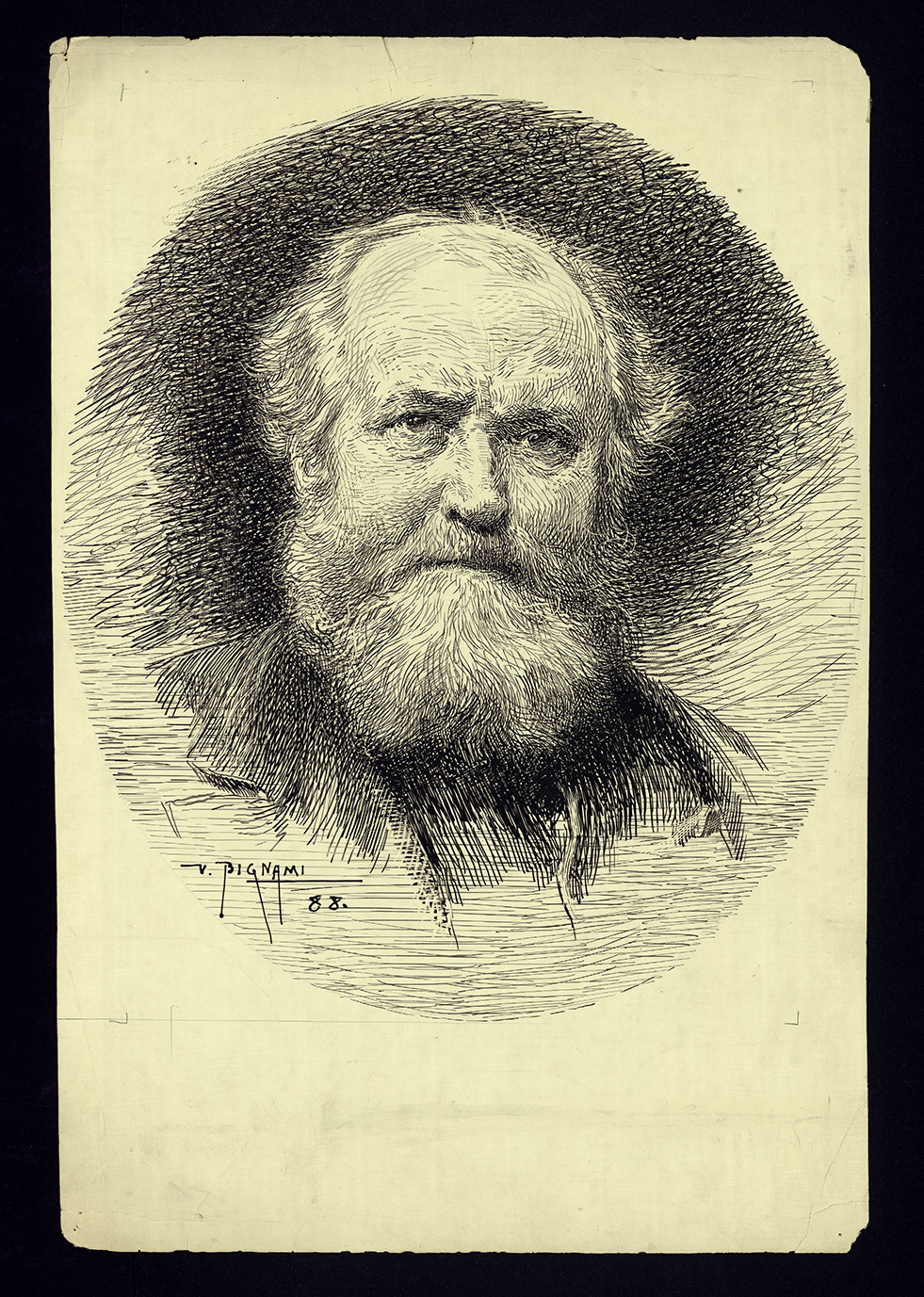
Ritratto di Charles François Gounod, compositore (1818-1893), 1888.

### Opere liriche
- Sapho, libretto di Émile Augier (1851 all'Opéra di Parigi con Pauline Viardot)
- La Nonne sanglante, libretto di Eugène Scribe (1854 all'Opéra di Parigi)
- Le Médecin malgré lui (1858)
- Faust (1859)
- Philémon et Baucis (1860)
- La Colombe (1860)
- La Reine de Saba, libretto di Jules Barbier e Michel Carré (1862 all'Opéra di Parigi con Emma Livry)
- Mireille (1864)
- Roméo et Juliette (1867)
- Cinq-Mars (1877)
- Polyeucte, libretto di Jules Barbier e Michel Carré (1878 al Palais Garnier di Parigi diretta da Charles Lamoureux)
- Le tribut de Zamora (1881 al Palais Garnier)

### Musica sacra
- Ave Maria
- Mors et Vita (1885)
- Inno pontificio (adottato nel 1949 come inno della Città del Vaticano)
- Ave verum
- Missa ad Honorem Sanctae Ceciliae (per coro a 4vc miste, soli e orchestra)
- Missa Brevis (per coro a 4vc miste e organo)